# Robert Sheehan
Robert Michael Sheehan (Port Laoise, Írország, 1988. január 7. –) ír színész.

## Fiatalkora
Az írországi Portlaoise-ben született, egy háromgyermekes család legfiatalabb tagjaként. Felmenői közül senki nem foglalkozott színészettel, így ő lett az első a Sheehan családban, aki ezt a hivatást választotta.
Először az általános iskolában kezdte érdekelni a színészkedés, amikor egy átdolgozott Twist Olivér-darabban főszerepet osztottak rá. Az első filmes szerepét a Dal egy agyonvert fiúért című 2003-as drámában kapta meg 14 évesen, amely elindította karrierjét. A filmben szereplő fiúk közül párral azóta is tartja a kapcsolatot: 2010-ben Chris Newman a Love/Hate című ír bűnügyi drámasorozatban egy epizód erejéig Sheehan sorozatbeli testvérét alakította.
17 éves korában elköltözött otthonról, hogy az ír Galway-Mayo Institute of Technology hallgatójaként filmes és televíziós ismereteket tanuljon. Egy év után úgy döntött, abbahagyja tanulmányait. Annak ellenére, hogy szakmai képzésben nem részesült és csupán saját korábbi tapasztalataira hagyatkozhatott, folyamatosan ajánlottak neki kisebb szerepeket. Akkoriban ezt nyilatkozta:
„Nem vagyok benne biztos, hogy színész akarok lenni. Szeretnék egyetemre járni, de nem akarom tanulni a színészetet. Azért szeretném csinálni, hogy meglássam, hová visz engem, úgyhogy nem adom fel. Soha nem terveztem előre semmivel kapcsolatban. Addig, amíg kapok néhány munkát, hálás leszek. Mindez egy fiatal srácnak nagyszerű szórakozás és borzasztóan kifizetődő, szóval addig folytatom, amíg kapok munkát.”
Szülei kezdetektől fogva támogatták Sheehant. Édesanyja a karrierje elején a menedzserként és sofőrként segítette, gyakran vitte őt autóval meghallgatásokra, forgatásokra.

## Pályafutása
Az ismertséget a Kívülállók című BAFTA-díjas brit sorozatban nyújtott alakítása hozta meg számára, melyben Nathan Young-ot játszotta. 2011 áprilisában bejelentette, hogy két évad után kilép a sorozatból, a rajongók legnagyobb csalódottságára. Arra a kérdésre, hogy miért döntött így, ezzel válaszolt:
„Még jóval a második évad befejezése előtt eldöntöttem, hogy kiszállok. Láttam már néhány cikket és egyebeket az interneten azzal kapcsolatban, hogy a Misfits-et azért hagytam ott, hogy filmekben szerepeljek. Ez az egész baromság, teljes képtelenség. Azért léptem ki, hogy más, nem behatárolt dolgokba is belefoghassak. Kiszálltam, mert - ahogy mondják - az a kő nem mohosodik, amit gyakran mozgatnak. Tudod, én csak el akartam húzni, hogy mást is csinálhassak. Szuper, hogy a műsor sikeres, de ez nem von maga után totálisan vak és feltétlen hűséget - 'Ha valami nagyon sikeres, kullancskét kell tapadni rá'. Ez határozottan nem az én gondolkozásomra vall.”
Írországban a kritikusok által elismert gengszter-drámasorozat, a Love/Hate egyik főszereplőjeként, Darren Tracyként vált híressé. Emellett számos sorozatban és filmben szerepelt: a 2009-es Eszetlenek című filmben Rupert Grint, míg a Kinyírni Bonót (2011) című komédiában Ben Barnes oldalán tűnt fel. 
A színház pódiumán is kipróbálhatta magát, amikor a The Playboy of the Western World című klasszikus ír darabban kapott főszerepet. Az előadásokat a londoni Old Vic Színházban tartották 2011-ben. 2012-ben a brit Accused című sorozat második évadjának epizódszereplőjeként két részben tűnt fel.
Négyszer jelölték IFTA-díjra és egyszer BAFTA-díjra. A Kívülállók szereplőgárdájával közösen 2010-ben BAFTA-díjat nyert.
2013 augusztusában került mozikba A végzet ereklyéi: Csontváros című könyvadaptáció, melyben Sheehan Lily Collins és Jamie Campbell Bower mellett kapott szerepet. 2014-ben a Bruck Edith Hány csillag az égen? című regénye alapján készült Anita B. című olasz filmdrámában játszott. Ugyanebben az évben Dev Patellel közösen kapott szerepet A belső út című filmben, a Tourette-szindrómás Vincentet alakítva.

## Filmográfia

### Film
| Év   | Magyar cím                            | Eredeti cím                                     | Szerep          | Magyar hang     |
| ---- | ------------------------------------- | ----------------------------------------------- | --------------- | --------------- |
| 2003 |                                       | An Cuainín (rövidfilm)                          | Duncan fia      |                 |
| 2003 | Dal egy agyonvert fiúért              | Song for a Raggy Boy                            | O'Reilly 58     |                 |
| 2003 |                                       | A Dublin Story (rövidfilm)                      | Clocker         |                 |
| 2006 |                                       | Ghostwood                                       | Tim             |                 |
| 2007 |                                       | An Créatúr (rövidfilm)                          | Conor Buckley   |                 |
| 2008 |                                       | Summer of the Flying Saucer                     | Danny           |                 |
| 2008 |                                       | Lowland Fell (rövidfilm)                        | Mark            |                 |
| 2009 | Eszetlenek                            | Cherrybomb                                      | Luke            | Gacsal Ádám     |
| 2011 | Sammy nagy kalandja – A titkos átjáró | Sammy's Adventures: The Secret Passage          | Ray (hangja)    |                 |
| 2011 | Boszorkányvadászat                    | Season of the Witch'                            | Kay             | Kováts Dániel   |
| 2011 |                                       | Demons Never Die                                | Archie Eden     |                 |
| 2011 | Kinyírni Bonót                        | Killing Bono                                    | Ivan McCormick  |                 |
| 2013 | A végzet ereklyéi: Csontváros         | The Mortal Instruments: City of Bones           | Simon Lewis     | Gacsal Ádám     |
| 2014 |                                       | Anita B.                                        | Eli             |                 |
| 2014 | A belső út                            | The Road Within                                 | Vincent Rhoads  |                 |
| 2015 | Moonwalkers                           | Moonwalkers                                     | Leon            | Gacsal Ádám     |
| 2015 |                                       | The Messenger                                   | Jack            |                 |
| 2016 |                                       | Jet Trash                                       | Lee             |                 |
| 2017 |                                       | Three Summers                                   | Roland          |                 |
| 2017 | Űrvihar                               | Geostorm                                        | Duncan Taylor   | Fehér Tibor     |
| 2017 | A Sway-tó kincse                      | The Song of Sway Lake                           | Nikolai         |                 |
| 2018 | A néma                                | Mute                                            | Luba            |                 |
| 2018 | Irgalmatlan szamaritánus              | Bad Samaritan                                   | Sean Falco      | Pálmai Szabolcs |
| 2018 | Ragadozó városok                      | Mortal Engines                                  | Tom Natsworthy  | Czető Roland    |
| 2024 |                                       | Did You Hear About Erskine Fogarty? (rövidfilm) | Erskine Fogarty |                 |

### Televízió
| Év        | Magyar cím                            | Eredeti cím          | Szerep             | Megjegyzések                                |
| --------- | ------------------------------------- | -------------------- | ------------------ | ------------------------------------------- |
| 2004      | Ausztrália csak egy lépés Írországtól | Foreign Exchange     | Cormac MacNamara   | 24 epizód                                   |
| 2005      | M, mint muskétás                      | Young Blades         | XIV. Lajos         | 13 epizód                                   |
| 2006      | Dublini doktorok                      | The Clinic           | Shane Hunter       | 1 epizód                                    |
| 2006      |                                       | Bel's Boys           | Max                | 1 epizód                                    |
| 2008      | Tudorok                               | The Tudors           | tanonc             | 1 epizód                                    |
| 2008      |                                       | Rock Rivals          | Addison Teller     | 8 epizód                                    |
| 2009      |                                       | Red Riding           | BJ                 | minisorozat                                 |
| 2009–2011 | Kívülállók                            | Misfits              | Nathan Young       | - 14 epizód - magyar hangja: - Gacsal Ádám  |
| 2010      |                                       | Coming Up            | Jason              | 1 epizód                                    |
| 2010–2013 |                                       | Love/Hate            | Darren             | 18 epizód                                   |
| 2011      | Csenő manók                           | The Borrowers        | Spiller            | tévéfilm                                    |
| 2012      |                                       | Accused              | Stephen Cartwright | 2 epizód                                    |
| 2012      |                                       | Me and Mrs Jones     | Billy              | 6 epizód                                    |
| 2017      |                                       | Fortitude            | Vladek Klimov      | állandó szereplő (2. évad)                  |
| 2018      | Géniusz                               | Genius: Picasso      | Carlos Casagemas   | 4 epizód                                    |
| 2018      |                                       | The Young Offenders  | önmaga             | 1 epizód                                    |
| 2019–2024 | Az Esernyő Akadémia                   | The Umbrella Academy | Klaus Hargreeves   | - főszereplő - magyar hangja: - Gacsal Ádám |
| 2022      | Az utolsó iskolabusz                  | The Last Bus         | Dalton Monkhouse   | 3 epizód                                    |

## Díjak és jelölések
| Év   | Díj   | Kategória                                                                      | Szerep                    | Eredmény |
| ---- | ----- | ------------------------------------------------------------------------------ | ------------------------- | -------- |
| 2010 | IFTA  | Feltörekvő csillag                                                             |                           | Jelölve  |
| 2010 | BAFTA | Legjobb televíziós dráma (Megosztva a Misfits [Kívülállók] szereplőgárdájával) | Nathan Young - Misfits    | Elnyerte |
| 2011 | BAFTA | Legjobb férfi mellékszereplő - Televízió                                       | Nathan Young – Misfits    | Jelölve  |
| 2011 | IFTA  | Legjobb férfi főszereplő – Televízió                                           | Darren Treacy – Love/Hate | Jelölve  |
| 2012 | IFTA  | Legjobb férfi színész mellékszerepben – Televízió                              | Nathan Young – Misfits    | Jelölve  |
| 2013 | IFTA  | Legjobb férfi főszereplő – Televízió                                           | Darren Treacy – Love/Hate | Jelölve  |

## Érdekességek
A Kívülállók sorozatban eredetileg a furcsa és félénk Simon Bellamy szerepét szerette volna elnyerni, ám egy saját bevallása szerint nagyon rosszul sikerült meghallgatást követően végül a nagyszájú és arcátlan Nathan Young szerepét kapta meg.
Számos interjúban megemlítette Cillian Murphy-t mint kedvenc színészét. "Ő egy olyan fickó, aki elég ügyes volt ahhoz, hogy folyamatos legyen a karrierje azáltal, hogy okosan választotta ki, miben szerepeljen. Ez az, amit én is tenni szeretnék."
Az ír Ruth Negga-val három közös szereplésük is volt. Mindketten szerepeltek a Kívülállókban, a Love/Hate-ben és a The Playboy of the Western World darabban is, utóbbi kettőben szerelmi szálak fűzték össze őket.
Jellegzetes fekete humora van, ami miatt gyakran hasonlítják a Kívülállókban általa alakított Nathan Young-hoz. Amikor megkérdezték tőle, hogy milyen plasztikai műtétet végeztetne magán, ezt válaszolta:
"Rengeteget tanácskoztam már ezügyben Iwan-nal, aki Simon-t játssza, mivel neki már háromszor műtötték az orrát. Bár, hogy őszinte legyek, még mindig van mit csiszolni rajta. Én valószínűleg a vádlimat nagyobbíttatnám meg, mert szerintem a lábaim felül viszonylag arányosak, de alul lehetnének izmosabbak és erőteljesebbek. Szóval ha pár extra incsnyi lábizmot ráraknánk, akkor aztán igazán jól néznék ki. Főleg rövidnadrágban."

## Fordítás
- Ez a szócikk részben vagy egészben  a   Robert Sheehan című angol Wikipédia-szócikk ezen változatának fordításán alapul.  Az eredeti cikk szerkesztőit annak laptörténete sorolja fel. Ez a jelzés csupán a megfogalmazás eredetét és a szerzői jogokat jelzi, nem szolgál a cikkben szereplő információk forrásmegjelöléseként.